# Arctia fasciata
Arctia fasciata är en fjärilsart som beskrevs av Eugen Johann Christoph Esper 1785. Arctia fasciata ingår i släktet Arctia och familjen björnspinnare. Inga underarter finns listade i Catalogue of Life.

## Bildgalleri

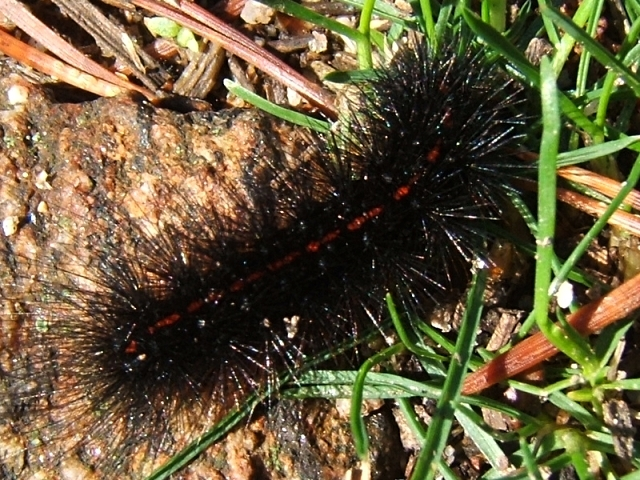